# 新保ファミリースキー場
新保ファミリースキー場（しんぼファミリースキーじょう）は、福井県今立郡池田町にあるスキー場。池田町が運営する公設公営のスキー場である。

## 概要
初・中級コ-スのみの小規模スキー場である。初心者や小さい子供のいるファミリーに人気がある。中小規模のスキー場が閉鎖されていく中、このようなスキー場は県内では貴重である。平日のみスノーボード滑走可能となっている。そり専用コースが設けられている。リフトは1基のみが設置されている。
2018年度ならびに2019年度は暖冬のため営業を見送ったが、2020年度は新型コロナウイルスの影響に伴い営業を行わないことになった。なお、当初今年度の営業は未定としていた。

## リフト・施設
- 新保ロマンスリフト(ペア、全長258m)[1]
- センターハウス
- 駐車場

## 交通・アクセス
- 北陸自動車道武生ICから車で30分